# Aziatische kampioenschappen judo 1999
De Aziatische kampioenschappen judo van 1999 werden op 25 en 26 juni 1999 gehouden in Wenzhou, China. 

## Resultaten

### Mannen
| Gewichtsklasse | Goud              | Zilver               | Brons                             |
| -------------- | ----------------- | -------------------- | --------------------------------- |
| – 60 kg        | Jung Bu-Kyung     | Alisher Mukhtarov    | Tatsuaki Egusa Masoud Akhondzadeh |
| – 66 kg        | Arash Miresmaeili | Guwanç Nurmuhammedow | Mansur Jumaev Zhang Buanjun       |
| – 73 kg        | Min Sung-Ho       | Khaliuny Boldbaatar  | Egamnazar Akbarov Denis Korobkov  |
| – 81 kg        | Kwak Ok-Chol      | Kazem Sarikhani      | Farkhod Turaev Kim Ki-Su          |
| – 90 kg        | Armen Bagdasarov  | Masaru Tanabe        | Alexey Alyapin Li Zhiqiang        |
| – 100 kg       | Jang Sung-Ho      | Khosrow Dalir        | Shigeru Kubota Mikhail Sokolov    |
| + 100 kg       | Hiroaki Takahashi | Pan Song             | Mahmoud Miran Vyacheslav Berduta  |
| Open klasse    | Pan Song          | Keigo Takamori       | Jang Sung-Ho Mahmoud Miran        |

### Vrouwen
| Gewichtsklasse | Goud           | Zilver           | Brons                           |
| -------------- | -------------- | ---------------- | ------------------------------- |
| – 48 kg        | Cha Hyon-Hyang | Tomoe Makabe     | Jin Shujiao Yu Shu-Chen         |
| – 52 kg        | Kye Sun-hui    | Liu Yuxiang      | Kazue Nagai Jang Jae-Sim        |
| – 57 kg        | Wang Shuyan    | Ri Myong-Hwa     | Ayako Okazaki Suzanna Akhmedova |
| – 63 kg        | Sun Xiaofang   | Olesya Nazarenko | Chigusa Minami Kim Hwa-Soo      |
| – 70 kg        | Choi Young-Hee | Qin Dongya       | Nadejda Jeltakova Saki Yoshida  |
| – 78 kg        | Yin Yufeng     | Hsu Hui-Yu       | Chika Teshima Lee So-Yeon       |
| + 78 kg        | Zhang Qingli   | Kim Seon-Young   | Kanae Suzuki Lee Hsiao-Hung     |
| Open klasse    | Zhang Qingli   | Kim Seon-Young   | Sambuu Dashdulam Lee Hsiao-Hung |

## Medaillespiegel
| Plaats | Land           | Goud | Zilver | Brons | Totaal |
| 1      | China          | 6    | 3      | 3     | 12     |
| 2      | Zuid-Korea     | 4    | 2      | 5     | 10     |
| 3      | Noord-Korea    | 3    | 1      | 0     | 4      |
| 4      | Japan          | 1    | 3      | 8     | 13     |
| 5      | Iran           | 1    | 2      | 3     | 6      |
| 6      | Oezbekistan    | 1    | 1      | 5     | 7      |
| 7      | Turkmenistan   | 0    | 2      | 1     | 3      |
| 8      | Chinees Taipei | 0    | 1      | 3     | 4      |
| 9      | Mongolië       | 0    | 1      | 1     | 2      |
| 10     | Kazachstan     | 0    | 0      | 2     | 2      |
| 11     | Kirgizië       | 0    | 0      | 1     | 1      |
| Totaal | Totaal         | 16   | 16     | 32    | 64     |